# Locul fosilifer Coruș
Locul fosilifer Coruș (monument al naturii) este o arie protejată de interes național ce corespunde categoriei a III-a IUCN (rezervație naturală de tip paleontologic), situată în județul Cluj, pe teritoriul administrativ al comunei Baciu.

## Localizare
Aria naturală se află în nord-vestul Transilvaniei, în extremitatea centra-nordică a județului Cluj (în zona Dealurilor Clujului), pe teritoriul vestic al satului Corușu.

## Descriere
Rezervația naturală „Locul fosilifer Coruș” (înființată în anul 1994) a fost declarată arie protejată prin Legea Nr.5 din 6 martie 2000, publicată în Monitorul Oficial al României, Nr.152 din 12 aprilie 2000 (privind aprobarea Planului de amenajare a teritoriului național - Secțiunea a III-a - zone protejate) și se întinde pe o suprafață de 2 hectare. 
Aria protejată reprezintă un afloriment constituit din gresii atribuite erei geologice a miocenului inferior (aquitan-burdigalian), cu resturi fosilifere de animale marine, precum și resturi vegetale fosilizate depozitate în straturile argiloase.

## Obiective turistice
În vecinătatea rezervației naturale se află mai multe obiective de interes turistic (lăcașuri de cult, monumente istorice, zone naturale), astfel:

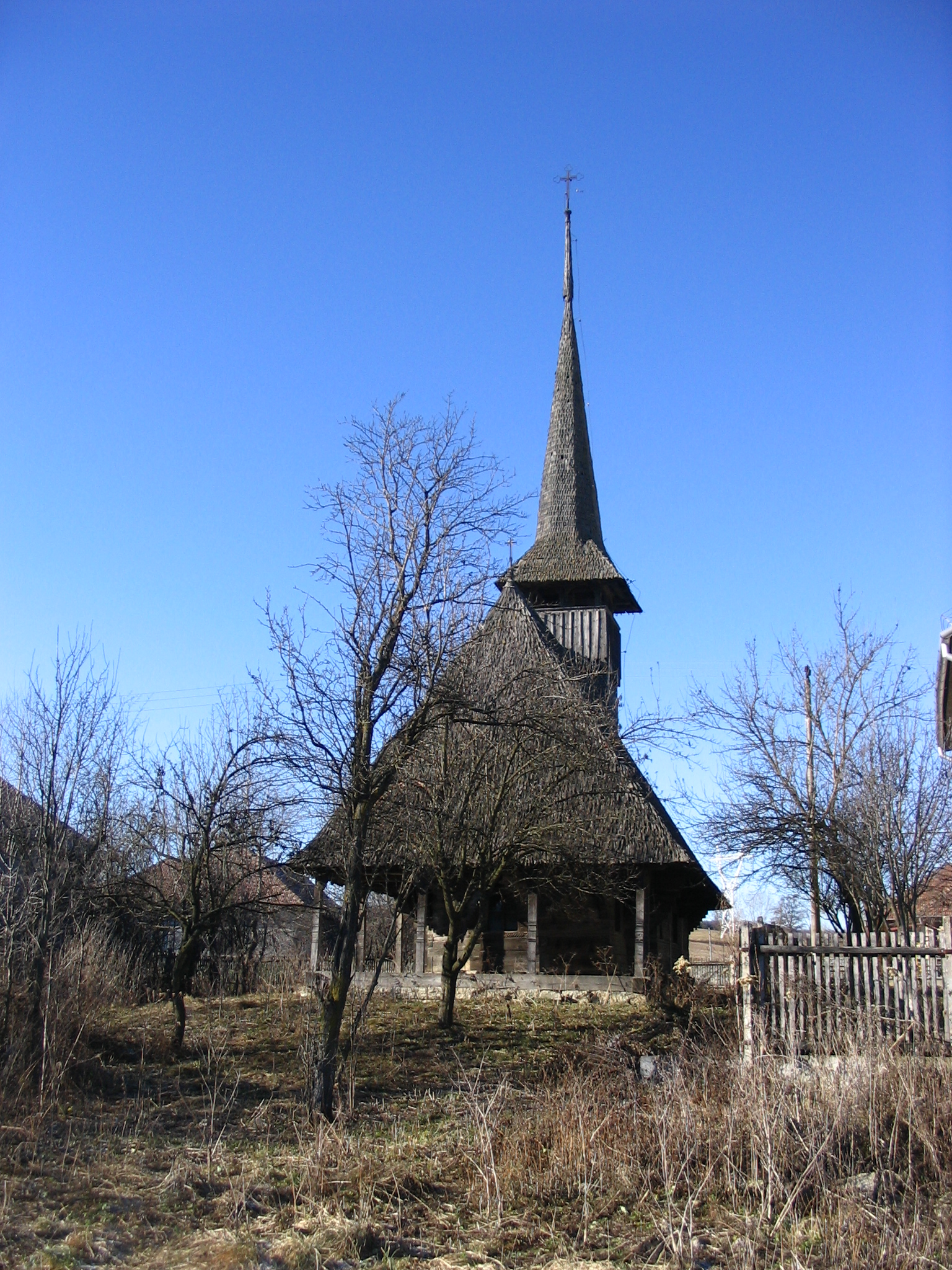
Biserica de lemn din Buzaș, în prezent în Săliștea Nouă

- Biserica Reformată-Calvină (secolul al XVIII-lea) din satul Mera.
- Biserica Reformată-Calvină (1747-1749) din satul Suceagu.
- Biserica din lemn „Sf. Ion Botezătorul” (1750) din satul Săliștea Nouă.
- Biserica de lemn (1771) cu picturi originare din satul Suceagu.
- Biserica de lemn Greco-Catolică „Schimbarea la Față” din satul Popești.
- Conacul „Bornemisza-Matskássy” (1804) din satul Popești.
- Fosta Poștă din secolul al XVII-lea, azi casă parohială în satul Corușu.
- Cheile Baciului, rezervație naturală de tip, floristic, faunistic, paleontologic și peisagistic (3 ha)